# Milnesium reductum
Espèce
Milnesium reductum est une espèce de tardigrades de la famille des Milnesiidae. 

## Distribution
Cette espèce se rencontre en Kirghizistan et en Chine au Tibet, en Mongolie-Intérieure, au Heilongjiang, au Anhui et à Hainan

## Publication originale
- Tumanov, 2006 : Five new species of the genus Milnesium (Tardigrada, Eutardigrada, Milnesiidae). Zootaxa, no 1122, p. 1-23.